# Paolo Porpora

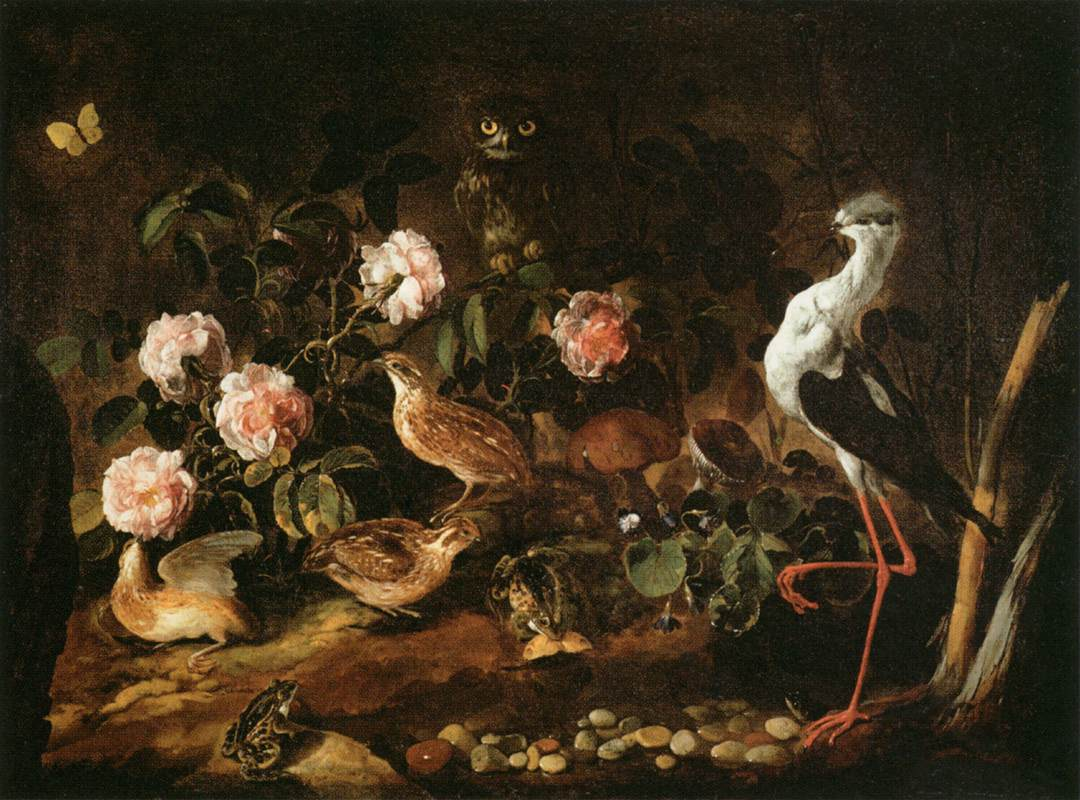
Naturaleza muerta con codornices, un búho y una cigüeñuela, óleo sobre lienzo, 74 x 100 cm, París, Museo del Louvre, interpretado como una vanitas en la que el ave zancuda se presenta como enemiga del pecado: el sapo.

Paolo Porpora (Nápoles, 1617— Roma, 1673), fue un pintor barroco italiano especializado en la pintura de bodegones compuestos de flores, frutos y a menudo también de pequeños animales como reptiles, ranas y otros géneros de anfibios, tortugas, caracoles o mariposas. 
Nacido en Nápoles, aparece allí documentado en 1632, con quince años, formándose con Giacomo Recco, padre de Giuseppe Recco. Más adelante, según Dominici, trabajó también en el taller de Aniello Falcone. Hacia 1650 se trasladó a Roma, donde consta su presencia en 1656 y 1658 en la Academia de San Lucas. En Roma recibió la influencia de los bodegonistas nórdicos allí instalados, lo que se traduce en la disposición de sus flores en paisajes boscosos y las mesas cargadas de frutos frente a los tradicionales fruteros y floreros de corte caravaggesco y sobrio aspecto.
Son pocas las obras de Porpora que se han podido datar con seguridad y solo una, un jarrón de flores de colección privada —dañada accidentalmente en agosto de 2015— está firmada. 
Entre sus discípulos y seguidores cabe destacar a Giovanni Battista Ruoppolo y, a su través, a Andrea Belvedere. 